# The Coca-Cola Kid
The Coca-Cola Kid är en australisk film i genren romantisk komedi av Dušan Makavejev från 1985 med Eric Roberts och Greta Scacchi i huvudrollerna. Filmen baserar sig på noveller i manusförfattaren Frank Moorhouses novellsamlingar The Americans, Baby och The Electrical Experience. Nyzeeländska musikern Tim Finn har en liten roll där han sjunger filmens Coca-Cola-jingel.

## Rollista (i urval)
- Eric Roberts - Becker
- Greta Scacchi - Terri
- Bill Kerr - T. George McDowell
- Chris Haywood - Kim
- Kris McQuade - Juliana